# Святополк-Четвертинский, Влодзимеж Людвик Станислав

Герб Святополк-Четвертинских

Влодзимеж Людвик Станислав Святополк-Четвертинский (пол. Włodzimierz Ludwik Stanisław Czetwertyński-Światopełk; 15 сентября 1837, Ворончин на Волыни, Российская империя — 20 августа 1918, Варшава) — князь, политический и общественный деятель. Участник Январского восстания 1863 года.

## Биография
Польский аристократ, представитель известного рода Четвертинских. Внук по матери писателя, генерала Варшавского герцогства Людовика Кропинского, правнук каштеляна черниговского Януша Томаша Святополк-Четвертинского.
Заговорщик. В 1863 году принимал участие в Январском восстании на Волыни. Был гражданским руководителем повстанцев Луцкого уезда, членом национальной организации на Волыни. После подавления восстания был арестован и осуждён. Приговор отбывал на каторге в Сибири.
Через 4 года вернулся из ссылки на родину (1867). В 1906 году стал президентом Общественного комитета земельного кредитования и Варшавского благотворительного общества. Был соучредителем Гражданского комитета города Варшавы, лидером Тайного общества опеки над ветеранами в Варшаве.
От своего тестя Северина Мацея Уруского (1817—1890) получил ценную коллекцию геральдических книг.
Автор мемуаров.
Похоронен в Варшаве на кладбище Старые Повонзки.

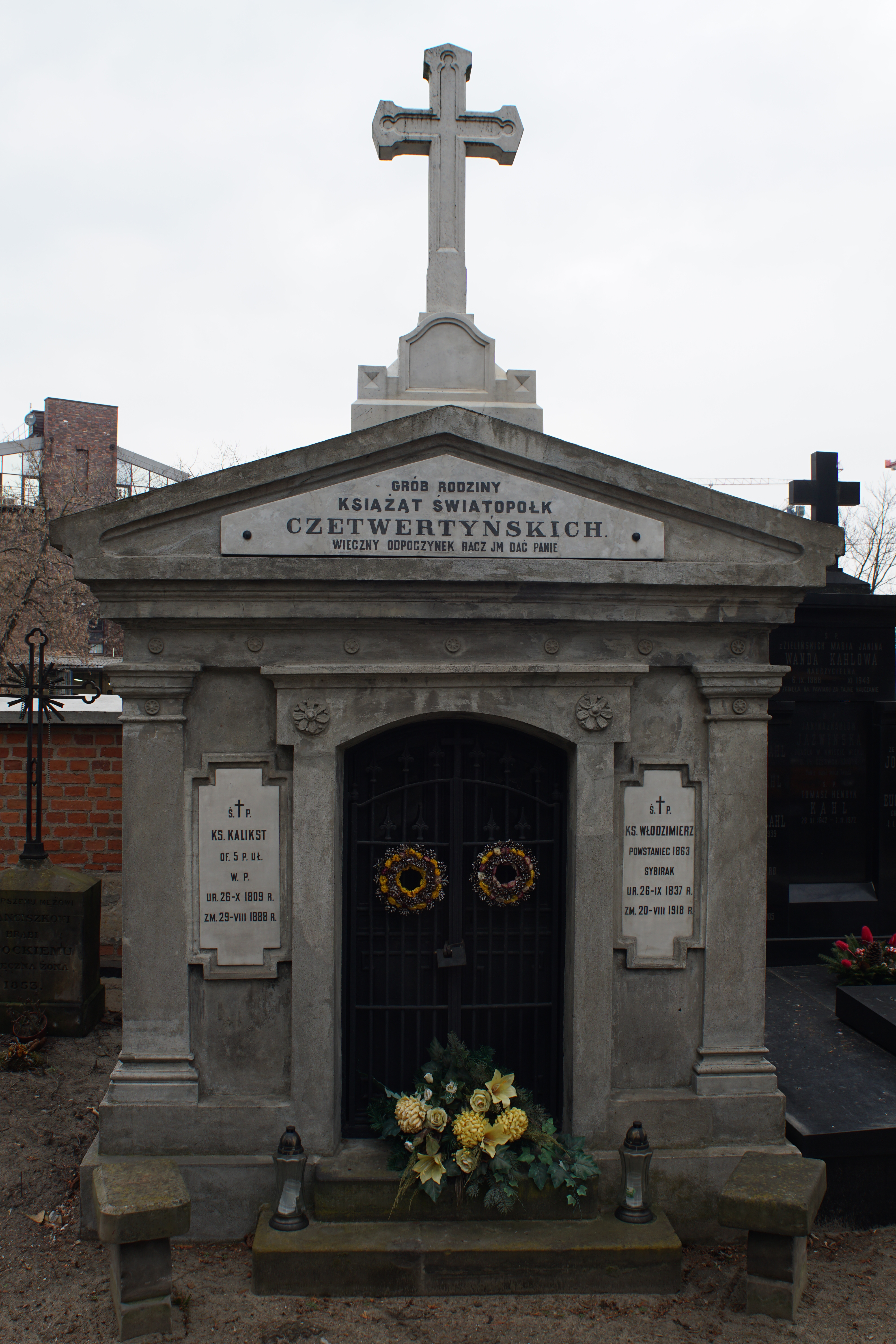
Семейная гробница на кладбище Старые Повонзки